# Hymedesmia tenuisigma
Hymedesmia tenuisigma är en svampdjursart som beskrevs av William Lundbeck 1910. Hymedesmia tenuisigma ingår i släktet Hymedesmia och familjen Hymedesmiidae. Inga underarter finns listade i Catalogue of Life.